# Cowboy Town
Cowboy Town è il decimo album in studio del duo di musica country statunitense Brooks & Dunn, pubblicato nel 2007.

## Tracce
1. Cowboy Town (Ronnie Dunn, Larry Boone, Paul Nelson) – 3:19
2. Proud of the House We Built (Dunn, Marv Green, Terry McBride) – 3:47
3. Johnny Cash Junkie (Buck Owens Freak) (Dunn, Boone, Nelson) – 2:58
4. Cowgirls Don't Cry (featuring Reba McEntire) (Dunn, McBride) – 3:41
5. Put a Girl in It (Rhett Akins, Dallas Davidson, Ben Hayslip) – 3:29
6. The Ballad of Jerry Jeff Walker (featuring Jerry Jeff Walker) (Kix Brooks, Bob DiPiero) – 3:41
7. Tequila (Dunn, McBride) – 2:48
8. Drop in the Bucket (Brooks, DiPiero) – 4:26
9. Drunk on Love (Darrell Brown, Radney Foster) – 3:53
10. Chance of a Lifetime (Brooks, DiPiero) – 3:51
11. American Dreamer (Brooks, Brett Beavers, Don Cook) – 3:41
12. God Must Be Busy (Clint Daniels, Michael P. Heeney) – 3:53